# Pachylomera femoralis
Pachylomera femoralis là một loài bọ cánh cứng trong họ Bọ hung (Scarabaeidae).

## Hình ảnh

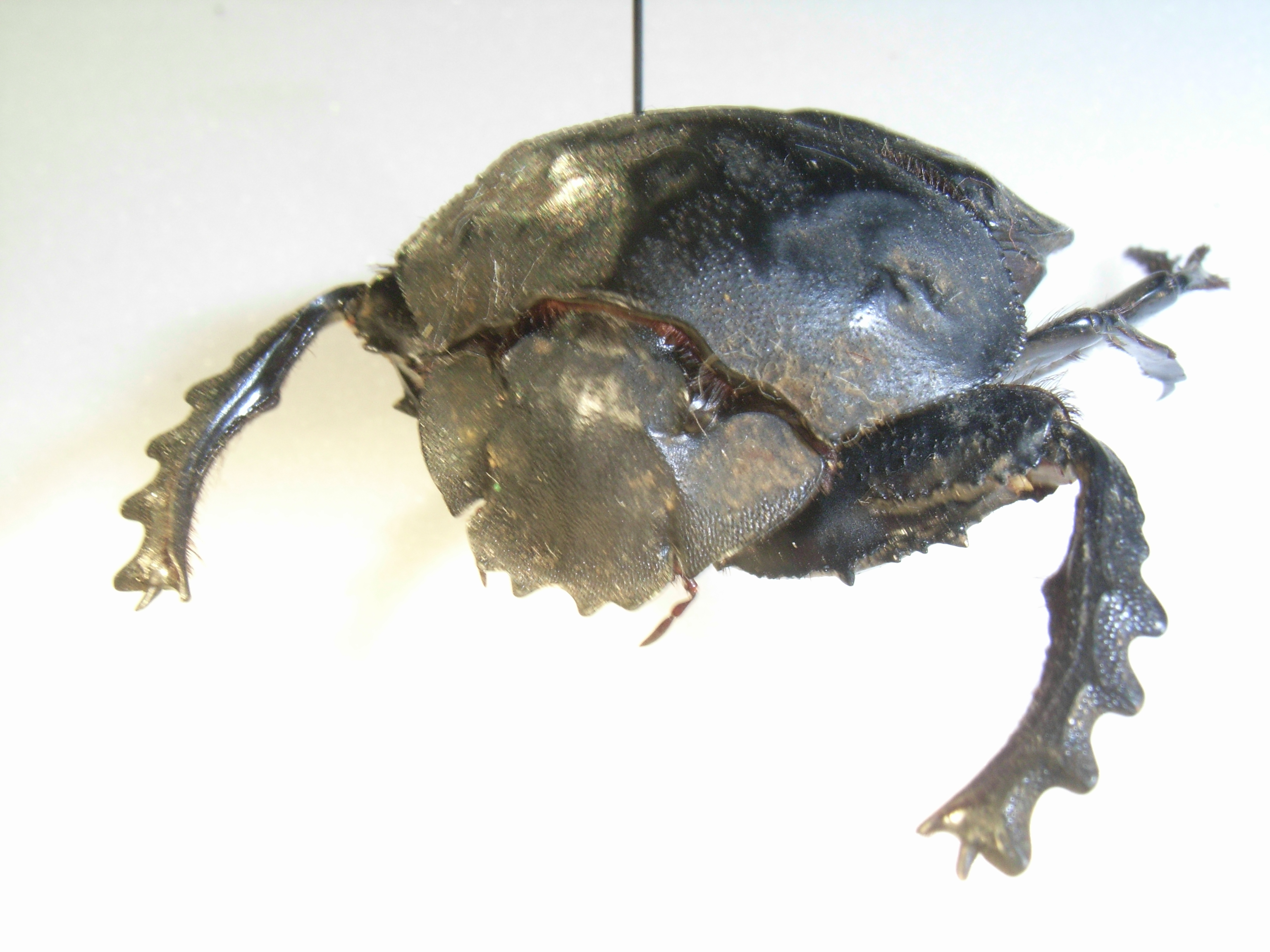
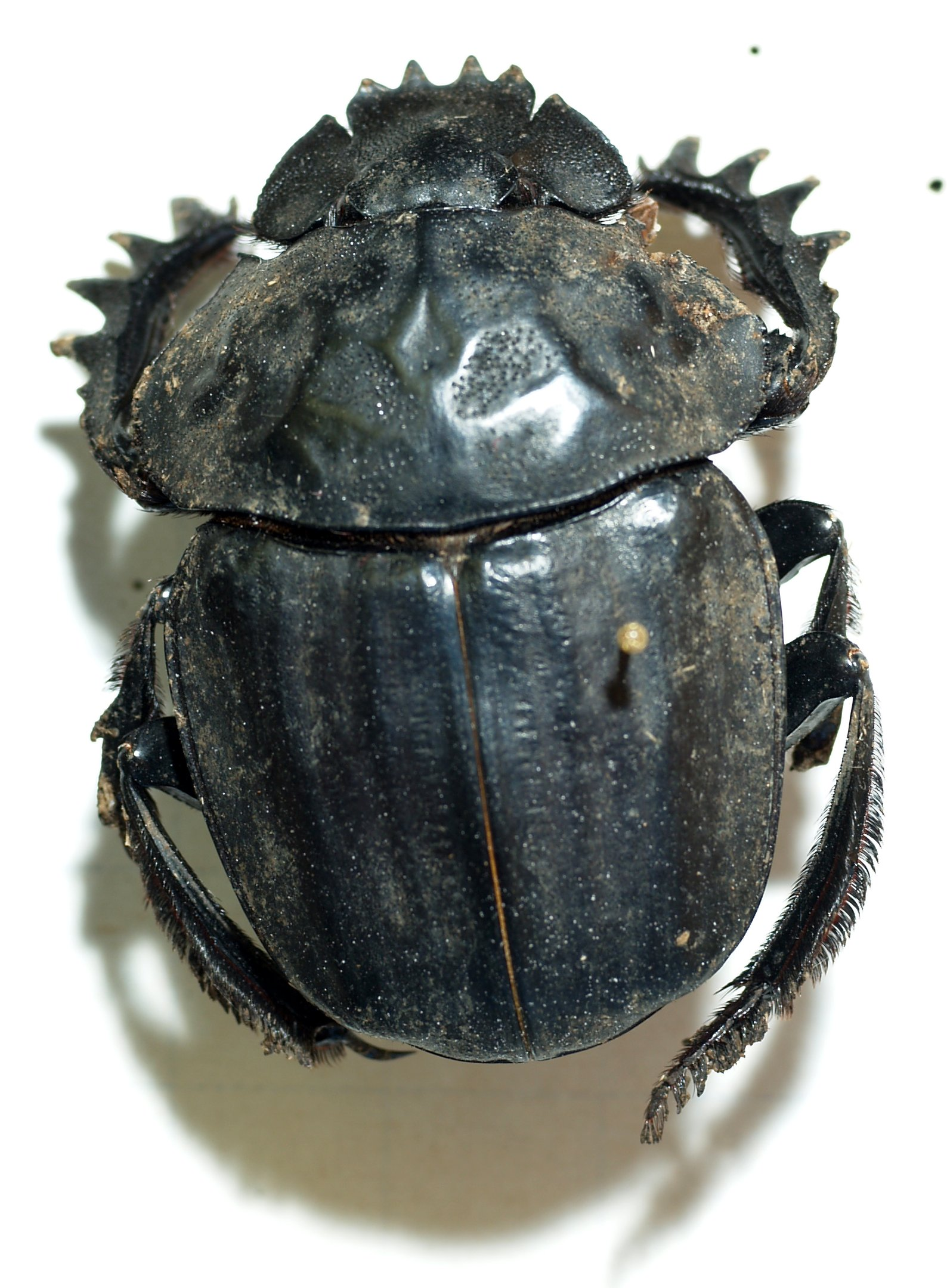
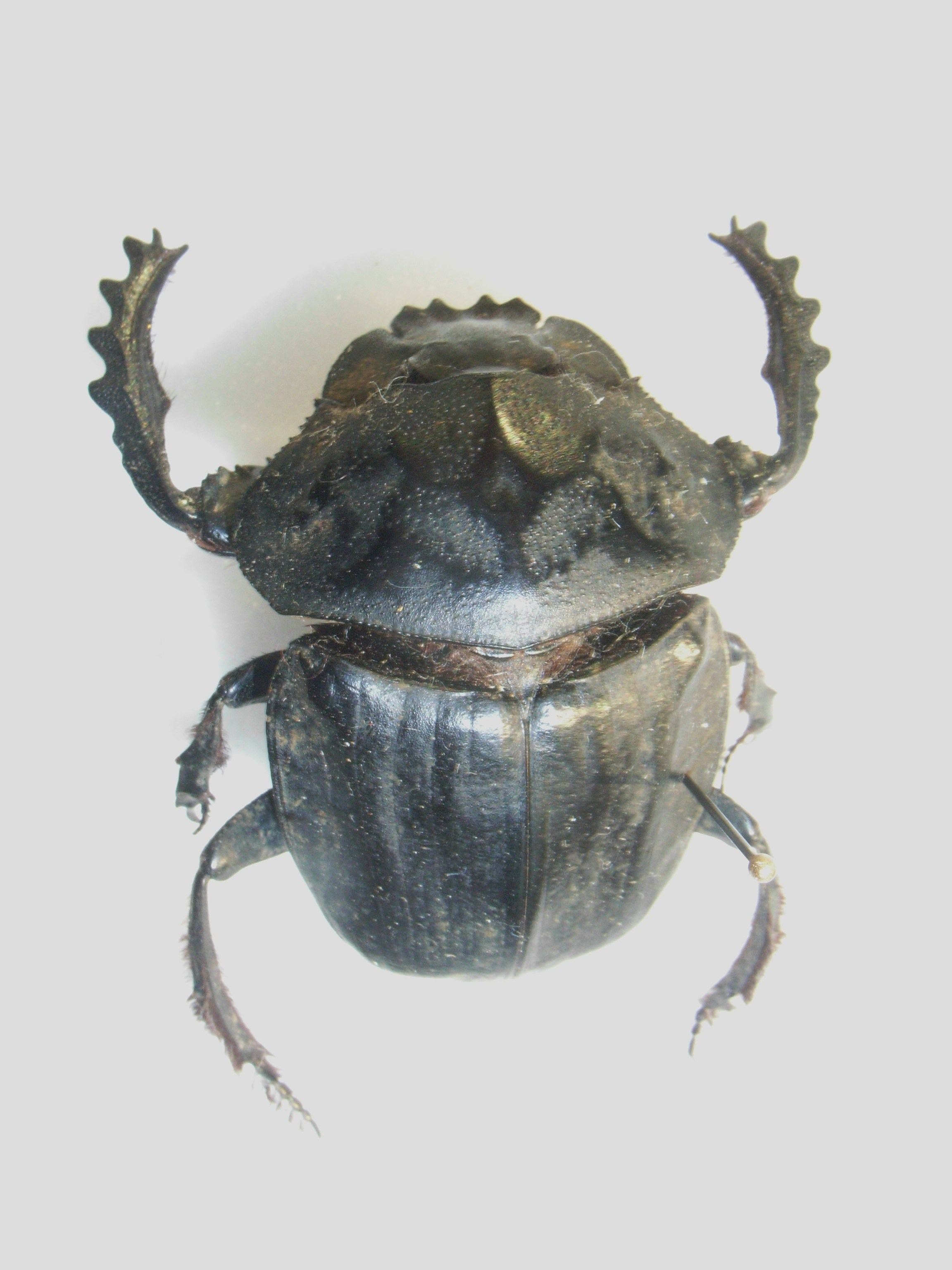